# Alfheim Stadion
Alfheim Stadion er et fodboldstadion i Tromsø i Norge, der er hjemmebane for Tippeliga-klubben Tromsø IL. Stadionet har plads til 7.500 tilskuere, og blev indviet i 1987. Underlaget på stadionet er kunstgræs, ikke mindst på grund af de vanskelige forhold almindeligt græs har i Tromsø, der er beliggende nord for Polarcirklen.